# Südtiroler Burgeninstitut

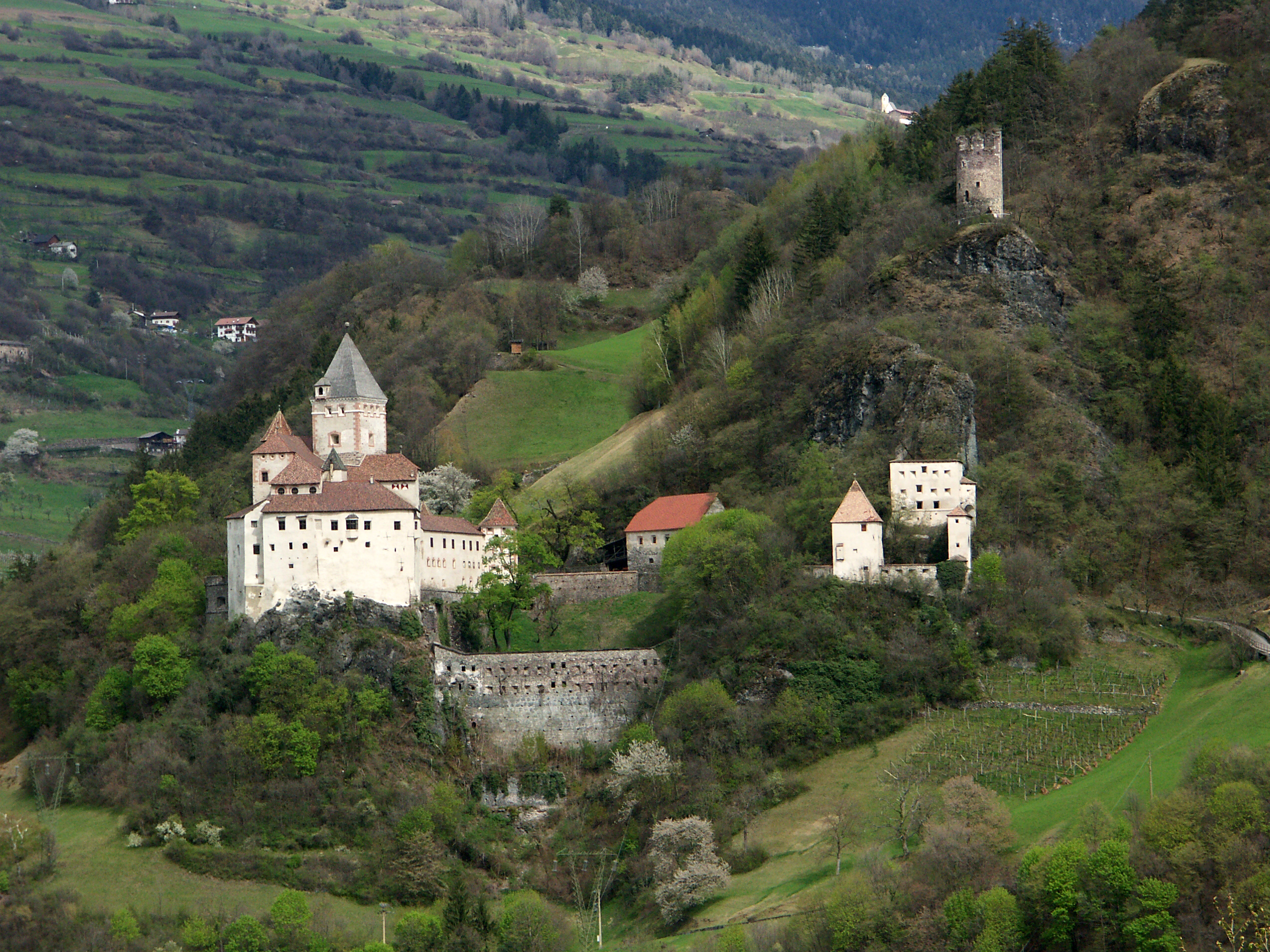
Die Trostburg (Südtiroler Burgenmuseum) bei Waidbruck ist Vereinssitz des Südtiroler Burgeninstituts.

Das Südtiroler Burgeninstitut (früher: Südtiroler Burgenverein) ist ein ehrenamtlich geführter Verein, der sich für den Schutz der historischen Wehrbauten, Schlösser, Ansitze und weiterer historischer Wohnbauten in Südtirol einsetzt. Zu seinen Aufgaben zählt auch die Erhaltung der vereinseigenen Burgen, der Trostburg als Südtiroler Burgenmuseum und von Burg Taufers, sowie anderer in seiner Verwaltung stehender Liegenschaften. Seine Geschäftsstelle hat der Verein in Bozen.

## Wichtige Vereinsdaten

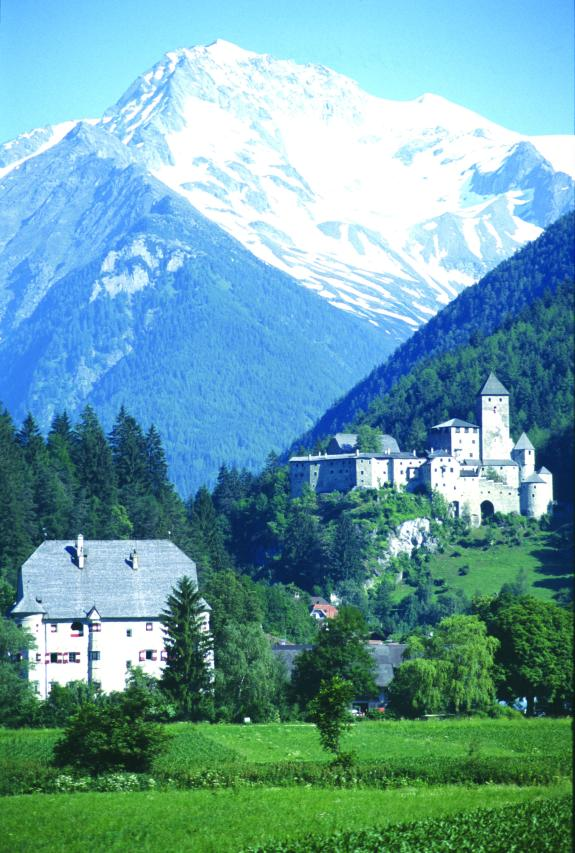
Die vereinseigene Burg Taufers, im Vordergrund Ansitz Neumelans

Am 5. Oktober 1963 wurde der Verein konstituiert. 1967 folgte die Gründung einer Ges.m.b.H. zum Ankauf der Trostburg im Eisacktal (Waidbruck), die 1981 als Schenkung an das Südtiroler Burgeninstitut überging. 1977 kam es zum Ankauf der Burg Taufers im Pustertal (Sand in Taufers). 1985–1990 wurde Schloss Gandegg in Eppan angemietet und restauriert. 1989 wurden die „Südtiroler Burgeninstitut-Jugend“, 1990 ein Wissenschaftlicher Beirat (aktiv bis 1999) und 1991 die burgenkundliche Fachbibliothek Trostburg (dzt. mit Standort in Bozen und zwei Außenstellen in Trostburg und Taufers) begründet. 1999 erfolgte die Eintragung in das Landesverzeichnis der ehrenamtlich tätigen Organisationen. 2005 eröffnete der Verein das Südtiroler Burgenmuseum Trostburg. 2011 wurde die "Burgfrieden GmbH" zur Bewirtschaftung der zu den Burgen Trostburg und Taufers gehörenden land- und forstwirtschaftlichen Flächen gegründet. Diese erwarb auch die ursprünglich und bis 1969 zur Trostburg gehörenden Wiesen und Wälder. Im gleichen Jahr wurde eine Kooperation mit der Thüringer Schlösserstraße ins Leben gerufen. 2013–2020 verwaltete das Südtiroler Burgeninstitut die Walter-Amonn-Stiftung mit dem Ansitz Moos-Schulthaus und der Rosengartenkapelle in Eppan und sorgte in dieser Zeit für deren wirtschaftliche Konsolidierung und Erhaltung bzw. Restaurierung. 
Der Verein ist ferner Herausgeber verschiedener Publikationen, unter anderem seit 1979 der Zeitschrift ARX. Burgen und Schlösser in Bayern, Österreich und Südtirol, der „ARX-Schriftenreihe“ und seit 1996 der Reihe „Burgen“. Viele Mitglieder sind selbst Eigner oder Verwalter von Burgen oder anderer historischer Gebäude. Über sie kann der Verein auf die nötige Erhaltung des Kulturerbes einwirken.

## Fachbibliothek
Vom SBI wurde im Laufe der Jahre eine Fachbibliothek eingerichtet, die vor allem auf der Dr. Hans-Mair-Tirolensiensammlung beruht und an den zwei Standorten in Bozen und auf der Trostburg kontinuierlich ausgebaut wird. Hans Mair aus Regensburg hatte seine über 80 Laufmeter umfassende Büchersammlung zu Lebzeiten dem SBI vermacht.

Emblem des Südtiroler Burgeninstituts

## Vereinspräsidenten
- 1963–1993: Bernhard Freiherr von Hohenbühel (1922–1999)
- 1993–1998: Robert von Fioreschy (1919–2003)
- seit 1998: Carl Philipp Freiherr von Hohenbühel (* 1957)

## Publikationen
- ARX. Burgen und Schlösser in Bayern, Österreich und Südtirol, Zeitschrift, erscheint halbjährlich seit 1979.
- Arx – Schriftenreihe, erscheint unregelmäßig.
- Burgen, Reihe, erscheint unregelmäßig bei Schnell & Steiner.
- Thomas Bitterli-Waldvogel, Peter Kaiser, Andrin Rudolf: Südtiroler Burgenkarte. Frasnelli-Keitsch, Bozen 1995, ISBN 88-85176-12-7.
- Erhalten und Gestalten von Burgen und Schlössern – Burg Runkelstein. Studientagung auf Burg Runkelstein am 25. Oktober 1996 / Mantenere e rivitalizzare i castelli – Castel Roncolo. Incontro di studi a Castel Roncolo 25 ottobre 1996 (= ARX-Schriften zu Arx. Burgen und Schlösser in Bayern, Österreich und Südtirol, Band 1). Bozen, Südtiroler Burgeninstitut 2001.
- „Jeder Stein ein Stückchen Gold ...“. 50 Jahre Südtiroler Burgeninstitut, Vereinsgeschichte (= Arx-Schriftenreihe, Band 3). Hrsg. vom Südtiroler Burgeninstitut. Wagner, Innsbruck 2014, ISBN 978-3-7030-0839-9.
- Kataloge, Aufsätze, Filmproduktionen etc.